# راست‌بال‌مانان
راست‌بال‌مانان (نام علمی: Orthopterida) نام یک فراراسته از شاخه بندپایان است.